# Campeonato Paranaense Terceira Divisão 2020
In 2020 werd de 21ste editie van het Campeonato Paranaense Terceira Divisão gespeeld voor voetbalclubs uit de Braziliaanse staat Paraná. De competitie werd georganiseerd door de FPF en werd gespeeld van 18 november  tot 20 december. Iguaçu werd kampioen. 

## Eerste fase

### Groep 1
| Plaats | Clu          | Wed. | W | G | V | Saldo | Ptn. |
| ------ | ------------ | ---- | - | - | - | ----- | ---- |
| 1.     | Paranavaí    | 6    | 5 | 0 | 1 | 16:6  | 15   |
| 2.     | Campo Mourão | 6    | 2 | 3 | 1 | 6:4   | 9    |
| 3.     | Portuguesa   | 6    | 2 | 1 | 3 | 4:10  | 7    |
| 4.     | Cambé        | 6    | 0 | 2 | 4 | 5:11  | 2    |

Campo Mourão speelde de club voor de stad Mamborê en speelde ook wedstrijden in Rolândia.
|  | Geplaatst voor tweede fase |

### Groep 2
| Plaats | Clu    | Wed. | W | G | V | Saldo | Ptn. |
| ------ | ------ | ---- | - | - | - | ----- | ---- |
| 1.     | Verê   | 4    | 3 | 0 | 1 | 16:3  | 9    |
| 2.     | Iguaçu | 4    | 3 | 0 | 1 | 13:2  | 9    |
| 3.     | GRECAL | 4    | 0 | 0 | 4 | 1:25  | 0    |

## Tweede fase
In geval van gelijke stand gaat de club met het beste resultaat in de tweede fase door, beide finalisten promoveren.
|  | halve finale | halve finale | halve finale | halve finale |  |        | finale | finale | finale | finale |
|  |              |              |              |              |  |        |        |        |        |        |
|  |              |              |              |              |  |        |        |        |        |        |
|  | Verê         | 1            | 3            | 4            |  |        |        |        |        |        |
|  | Campo Mourão | 1            | 0            | 1            |  |        |        |        |        |        |
|  |              |              |              |              |  | Verê   | 0      | 1      | 1      |        |
|  |              |              |              |              |  | Iguaçu | 1      | 1      | 2      |        |
|  | Paranavaí    | 0            | 3            | 3            |  |        |        |        |        |        |
|  | Iguaçu       | 2            | 2            | 4            |  |        |        |        |        |        |

Details finale
Heen
|                   |         |       |           |                                                                 |
| 17 november 15:30 | Andraus | 0 – 0 | Arapongas | Estádio Municipal Atílio Gionédis, Campo Largo Toeschouwers: 18 |
| 17 november 15:30 |         |       |           | Estádio Municipal Atílio Gionédis, Campo Largo Toeschouwers: 18 |

Terug
|                   |                                                                                  |       |                                   |                                                                    |
| 24 november 15:00 | Arapongas                                                                        | 0 – 0 | Andraus                           | Estádio Municipal José Luís Chiapin, Arapongas Toeschouwers: 1.339 |
| 24 november 15:00 |                                                                                  |       |                                   | Estádio Municipal José Luís Chiapin, Arapongas Toeschouwers: 1.339 |
| 24 november 15:00 | Strafschoppen                                                                    |       |                                   | Estádio Municipal José Luís Chiapin, Arapongas Toeschouwers: 1.339 |
| 24 november 15:00 | Bruno Morais Rafael Paulista Jardiel Paulo Henrique Caio Henrique Lucas Lourenço | 4 - 5 | Borges} Julyano Nilson Pablo Ruan | Estádio Municipal José Luís Chiapin, Arapongas Toeschouwers: 1.339 |

## Kampioen
| Campeonato Paranaense Terceira Divisão 2020 |
| Paraná                                      |
| ------------------------------------------- |
| IGUAÇU Kampioen (1° titel)                  |